# Tricalysia anomala
Tricalysia anomala là một loài thực vật có hoa trong họ Thiến thảo. Loài này được E.A.Bruce miêu tả khoa học đầu tiên năm 1936.